# Willy Grunwald
Alexander Willy Grunwald, auch Willi Grunwald (* 14. Februar 1870 in Lingen; † 8. Mai 1945 in Berlin), war ein deutscher Schauspieler, Filmregisseur und Theaterintendant.

## Leben
Willy Grunwald wurde in Lingen geboren. Nach Schulausbildung und Schauspielausbildung in Hannover hatte er 1890 sein Debüt  in einem Theater der Stadt. Nach Engagements in Gera, Görlitz, Krefeld und Göttingen ging er 1900 an das Lessingtheater in Berlin. 1912 gründete er mit Gerhart Hauptmann das Deutsche Künstlertheater in Berlin, dessen Direktor er wurde. Von 1921 bis 1924 war er Intendant in Hannover und übernahm 1923/24 zugleich die Leitung der dortigen Schauburg. 1924 wurde er Intendant am Drei-Städte-Theater Oberhausen-Hamborn-Gladbeck.  Aber bereits im März 1925 wurde als Folge der Weltwirtschaftskrise der Theaterverbund aufgelöst und Grunwald verließ Oberhausen.
Von 1917 bis 1941 war Grunwald als Filmregisseur, Darsteller und Drehbuchautor tätig. Er verstarb am letzten Tag des Zweiten Weltkriegs an den Folgen eines Treppensturzes.

## Filmografie
Regie
- 1917: Frau Lenes Scheidung
- 1918: Opfer der Gesellschaft
- 1918: Haben Sie Fritzchen nicht gesehen? (auch Drehbuch)
- 1918: Der falsche Demetrius
- 1918: Die Vase der Semirames (auch Drehbuch)
- 1919: Die Hochzeitsreise
- 1919: Die siebente Großmacht
- 1919: Die schwarze Locke
- 1919: Das Ende vom Liede
- 1919: Nach dem Gesetz
- 1920: Graf Sylvains Rache

Darsteller
- 1928: Schinderhannes
- 1936: Schabernack
- 1941: Ohm Krüger